# Burma all inclusive
Burma all inclusive ist ein Dokumentarfilm des österreichischen Regisseurs Roland Wehap aus dem Jahr 2007. Er thematisiert die Widersprüchlichkeit im Hinblick auf Zensur und Unterdrückung des Volkes durch die Regierung auf der einen Seite und Schönheit der Natur und Kultur sowie Gastfreundschaft der Bevölkerung auf der anderen Seite. Der Film versucht alle Aspekte des Landes Myanmar (auch unter dem früheren Namen Burma bekannt) samt Angst vor Verfolgung, Haft und Folter sowie die unter Hausarrest gestellte Friedensnobelpreisträgerin Aung San Suu Kyi zu zeigen.
Im ORF wurde der Film am 7. Oktober 2007 gezeigt und auf 3sat am Folgetag.